# ریکاردو سانتوس
ریکاردو سانتوس (به پرتغالی: Ricardo Henrique Da Silva Dos Santos) مهاجم اهل برزیل است که در شهر برزیل و در تاریخ ۱۳ فوریهٔ ۱۹۸۷ به دنیا آمده‌است.
ریکاردو سانتوس در تیم‌های فوتبال Boavista SC سابقهٔ حضور دارد.